# Volkswagen Iltis

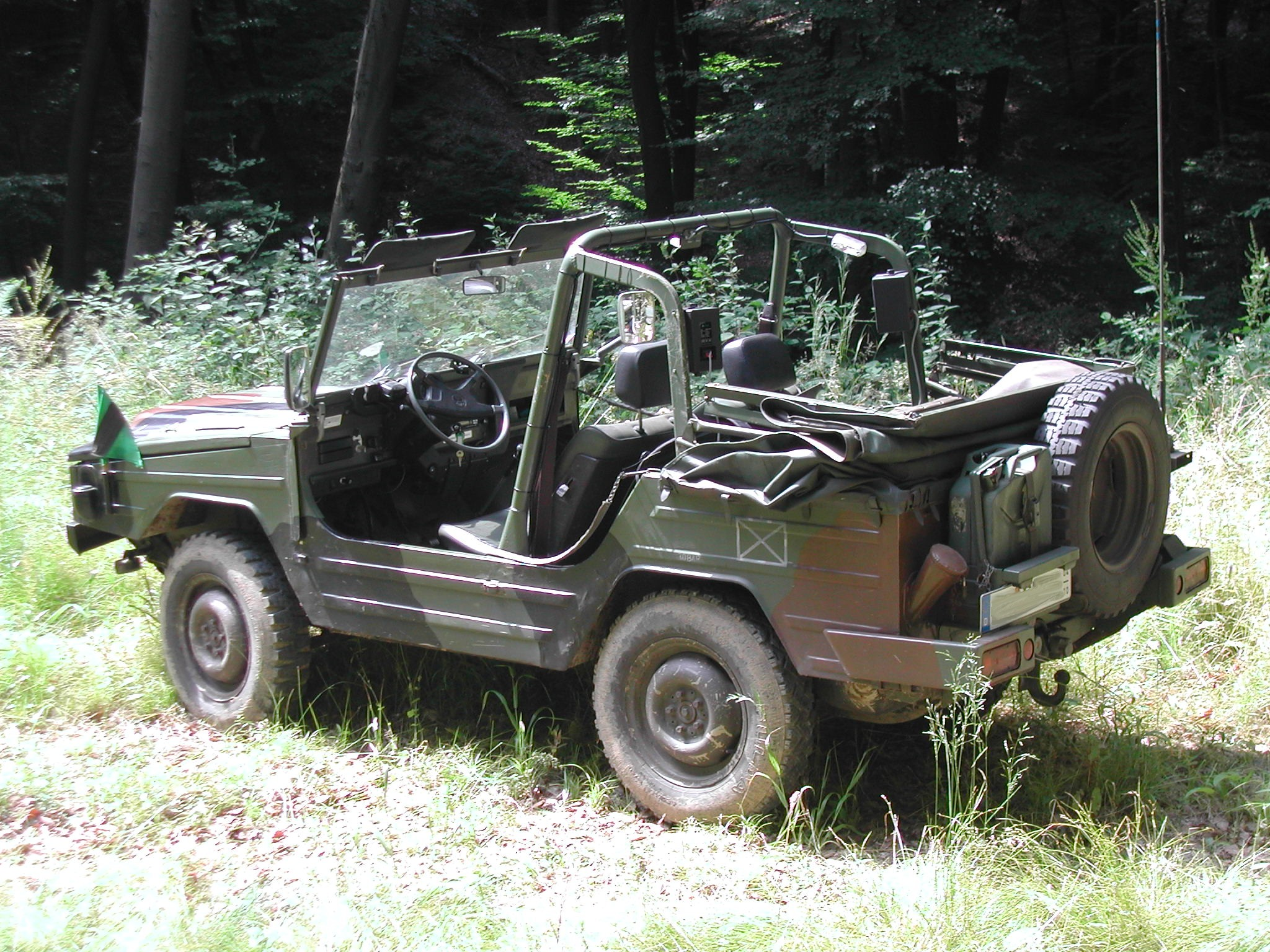
Iltis de derrière.

Le Volkswagen Iltis est un véhicule tout-terrain conçu par Audi sur la demande de Volkswagen (Audi étant une filiale de Volkswagen) et qui reprend pour une part des pièces déjà disponibles sur leurs gammes respectives. L’Iltis (type 183) a un petit air de famille avec la Golf, mais n’a en fait rien à voir avec ce modèle… Il est en réalité bien plus proche du DKW Munga, dont il constitue une modernisation du concept. Ses performances lors des essais sur neige firent prendre conscience aux ingénieurs d’Audi de l’intérêt des 4 roues motrices, ce qui entraina la création de l’Audi Quattro (et des autres automobiles de tourisme à transmission intégrale…).

## Historique

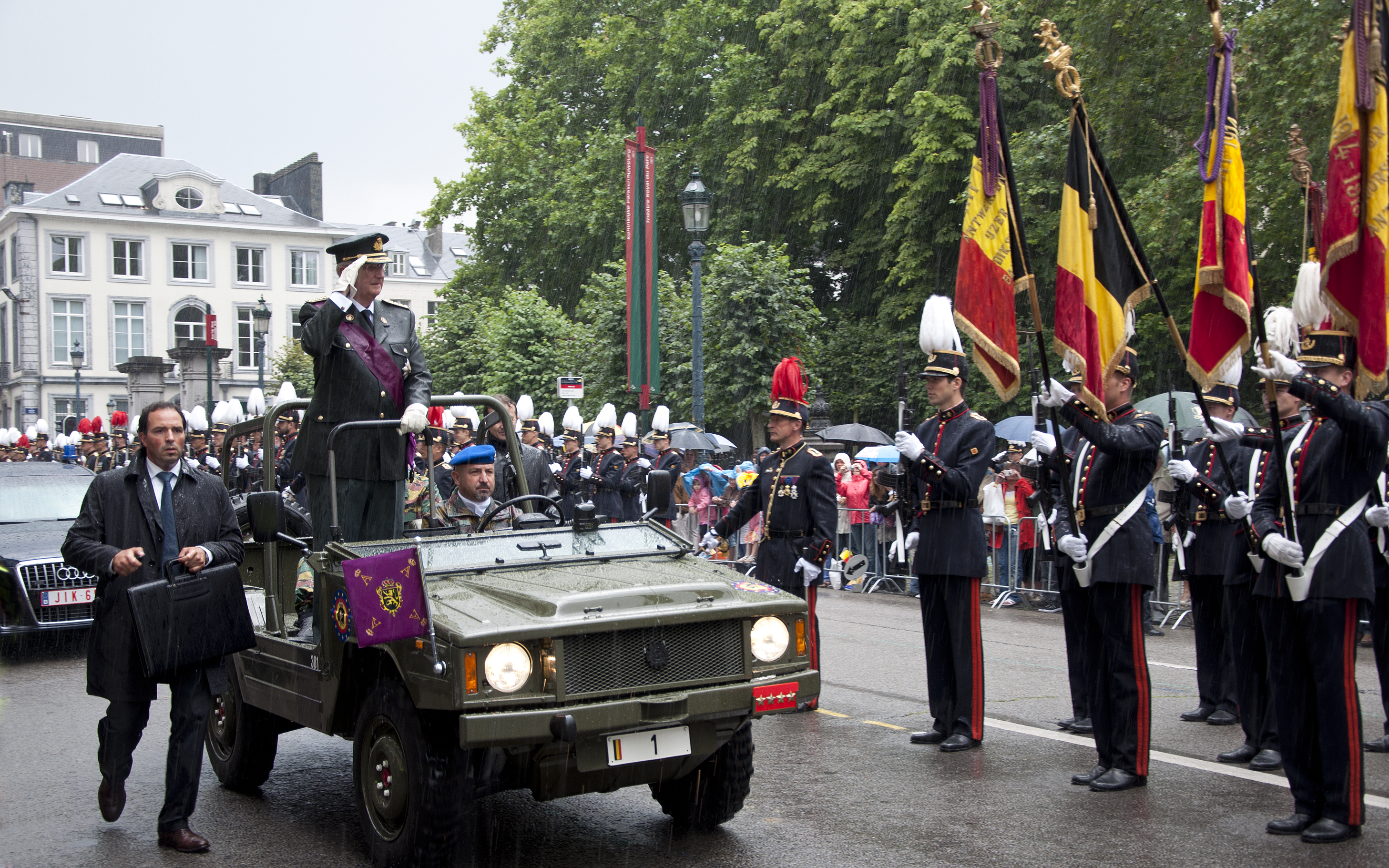
Le roi des Belges Albert II à bord d'une Volkswagen Iltis le 21 juillet 2011.

Adopté par la Bundeswehr de l'Allemagne de l’Ouest dès 1978 et vendu en petite quantité en version civile (12 pour la France), à son volant Freddy Kottulinsky et Gerd Löffelmann (n° 137) ont gagné le Paris-Dakar en 1980, Patrick Zaniroli et Philippe Colesse (n° 136) ont fait 2e et Jean Ragnotti et Georges Vaills (n° 138) 4e.
En octobre 1981, Volkswagen AG Allemagne a accepté de céder et de transférer à Bombardier Inc., au Canada, la technologie de conception et de fabrication de ses Iltis (4x4) utilisés par l'armée allemande. L'accord qui est passé avec Bombardier lui octroie les droits mondiaux pour la commercialisation, la vente et la distribution du Iltis, ainsi que les droits pour fabriquer et commercialiser la version civile. Ainsi, Bombardier a acquis le matériel et l'outillage utilisés dans la fabrication du Iltis. Après cette annonce, le ministère canadien de la Défense Nationale a demandé à l'entreprise de soumettre une proposition fondée sur l'Iltis pour le remplacement des véhicules existants (4X4) des Forces canadiennes. En novembre 1983, il a été annoncé que le gouvernement canadien avait attribué un contrat de 1 900 (plus tard porté à 2 500) véhicules Iltis à la Division Logistique Equipement de Bombardier Inc. Le contrat comprend la fourniture de pièces détachées, des manuels et des programmes de formation pour les opérateurs et la maintenance, et a été évalué à 68 millions de dollars canadiens. La production pour ce contrat a commencé à la fin du deuxième trimestre de 1984 et a été achevée fin 1985. En 1984, une commande de plus de 2 500 véhicules a été faite pour les forces armées belges (2 673 ont été livrés). Le Cameroun a reçu une quantité jamais précisée d’Iltis Bombardier, de même que le sultanat d'Oman. La production a cessé en 1988. 
Deux motorisations ont animé les Iltis. La plus grande partie des Iltis fut équipée d'un moteur dérivé d'un bloc Audi à allumage commandé (carburant à l'essence) quatre cylindres à refroidissement liquide de 1 714 cm3 développant 75 ch à 5 000 tr/min tandis que, dans les deux dernières années de production, un moteur turbo diesel Volskswagen 1,6 litre de 69 ch à 2 500 tr/min, plus sobre fut utilisé. 
L'Iltis a une boîte cinq vitesses + marche arrière, la première ultra courte appelée « première rampante » ne permet de rouler qu'à 4 km/h, mais pour cela il faut passer en quatre roues motrices, sinon cette vitesse ne s'enclenche pas. Ce véhicule bénéficie de bonnes capacités de franchissement sans préparation spécifique, néanmoins, la suspension à lames transversales ne permet pas d'importants croisements de ponts aux quatre roues, pourtant indépendantes, mais n'offrant pas un très grand débattement. Par contre il est bien protégé contre l'eau, car bon nombre de durites de mise à l'air remontent assez haut dans la carrosserie et le bout de l'échappement en forme de siphon empêche l'eau, dans une certaine mesure, de rentrer dedans, tandis que l'allumeur des versions à essence est blindé. Son blocage du différentiel de pont arrière est apprécié en franchissement. Certaines versions produites par Bombardier disposent même d’un blocage du différentiel avant, ce qui pallie alors le manque de débattement des suspensions (différentiels bloqués, on peut quand même avancer avec deux roues levées en opposition). Par ailleurs, son comportement routier, grâce à ses quatre roues indépendantes, est supérieur à celui de bien des 4x4 militaires, surtout replacé dans le contexte des années 1970. Bon franchisseur et véhicule agréable au quotidien, il fut souvent apprécié par les militaires qui l’ont conduit.
Au total, environ 10 000 unités ont été produites par Volkswagen et environ 6 000 unités produites par Bombardier. Outre les armées allemandes, belges et canadiennes, les Forces Françaises à Berlin (FFB) ont été équipées de ce véhicule, en particulier les pelotons Reconnaissance Orientation Commando (ROC) chargés d'effectuer les patrouilles zonales le long du mur de Berlin. Ce matériel a été rendu à la RFA lors du départ des FFB.
Un prototype, en conduite à droite, a été développé et testé pour Singapour avec un système de refroidissement spécifique.
Tarif indicatif: France (80/81): 86 630 FF.

## Marchés militaires
- Argentine
- Allemagne de l'Ouest
- Belgique : 2 673, retrait annoncé en 2018[3]
- Canada : 2 500
- Cameroun
- France
- Oman

## En relation
Voir Citroën C44 : le constructeur français Citroën avait envisagé la production d’un Iltis légèrement modifié, équipé d'un moteur de CX, pour répondre à une demande de l’armée française. Seuls quelques modèles furent produits.